# Oreolyce quadriplaga
Oreolyce quadriplaga är en fjärilsart som beskrevs av Pieter Cornelius Tobias Snellen 1892. Oreolyce quadriplaga ingår i släktet Oreolyce och familjen juvelvingar. Inga underarter finns listade i Catalogue of Life.